# Jacopo Peri
Jacopo Peri (20 de agosto de 1561 — 12 de agosto de 1633), foi um compositor e cantor italiano do período de transição entre os estilos renascentista e barroco, e é frequentemente chamado o inventor da ópera. Escreveu a primeira obra a ser chamada hoje uma ópera, Dafne (cerca de 1597), e também a primeira ópera que sobreviveu até aos nossos dias, Euridice (1600).

## Vida
Peri, nasceu provavelmente em Roma, mas estudou em Florença com Cristofano Malvezzi, passou a trabalhar em igrejas como um organista e cantor. Posteriormente trabalhou na corte do Médici, primeiro como tenor cantor e teclado, e mais tarde como compositor. Seus primeiros trabalhos foram música para peças de teatro, intermezzos e madrigais. 
Em 1590, Peri associou-se com Jacopo Corsi, eles sentiram a arte contemporânea inferior às obras clássicas gregas e romanas, e decidiram tentar recriar a tragédia grega. Seu trabalho somado à da Camerata Fiorentina da década anterior, produziu os primeiros trabalhos experimentais em monódia, que eventualmente se transformaram em recitativo e ária. Peri e Corsi interpostos no poeta Ottavio Rinuccini para escrever o texto, e o resultado, Dafne, visto como o primeiro trabalho num novo formulário, ópera. 
Rinuccini colaborou na próxima Euridice. Esta foi pela primeira vez realizada no dia 6 de Outubro 1600, e, ao contrário de Dafne, sobreviveu até aos nossos dias (embora quase nunca encenada, sendo apenas uma curiosidade histórica). Peri produziu uma série de outras óperas, muitas vezes em colaboração com outros compositores, o seu estilo de ópera estava algo antiquado, quando comparado com o trabalho dos mais jovens reformistas compositores, como Claudio Monteverdi.

## Trabalhos

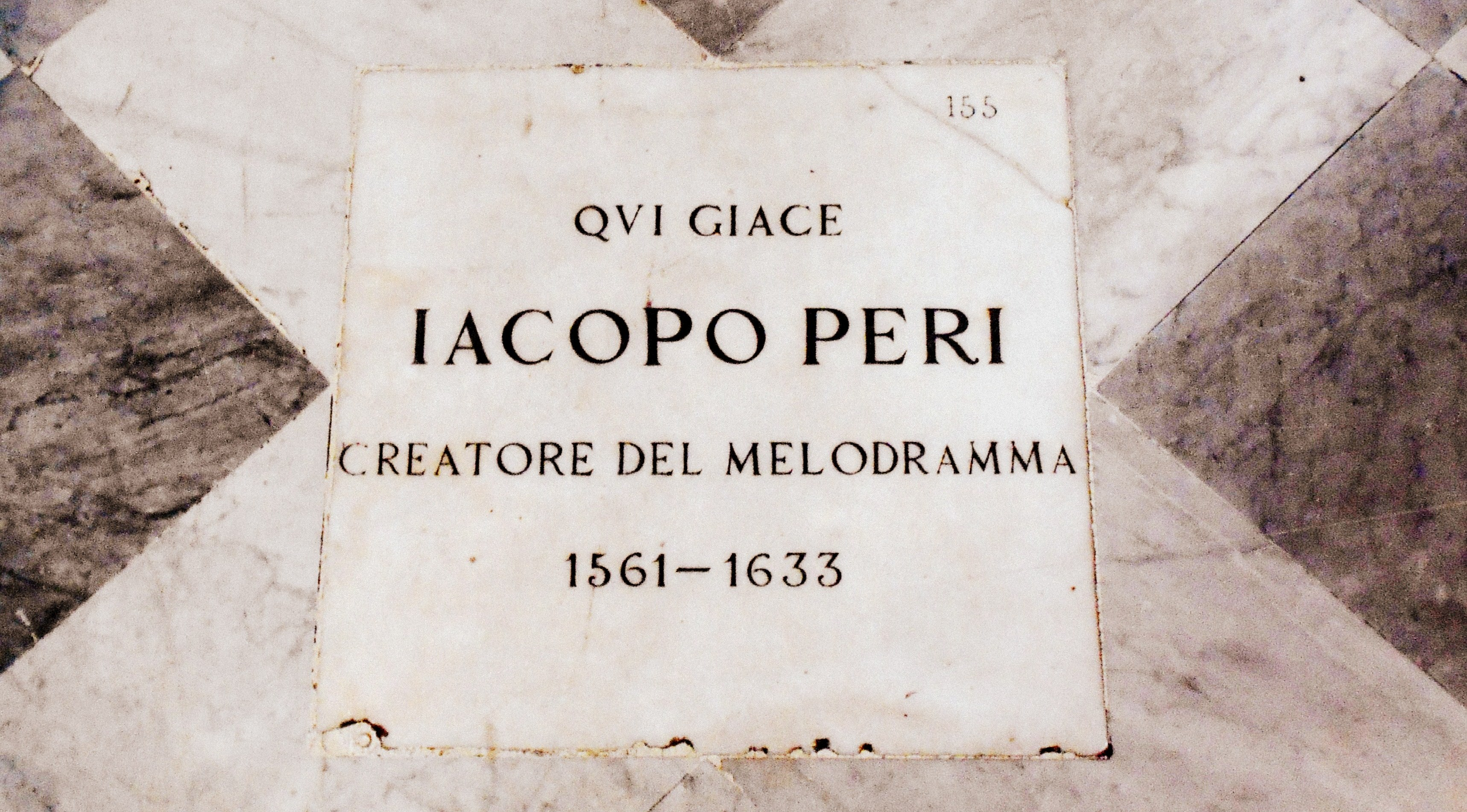
Lápide em Santa Maria Novella

- Jacopo Peri: Ai Lettori. Introduzione a 'Le Musiche sopra l'Euridice', revisione e note di Valter Carignano
- Jacopo Peri: Le Musiche sopra l'Euridice. Revisione e Note di Valter Carignano, L'Opera Rinata, Torino